# Impuesto a los árboles
El impuesto a los árboles fue un impuesto dirigido a los propietarios de árboles frutales en la URSS bajo el gobierno de Iósif Stalin en 1944. El impuesto encareció la tenencia de árboles en las granjas, produciendo la consecuencia imprevista de falta de árboles en las granjas soviéticas. Paulatinamente condujo a una escasez de fruta.[cita requerida]
La idea fue propuesta por el ministro Arseny Zverev, y Stalin falló en prever los problemas que produciría. El impuesto fue remplazado en 1954 por Gueorgui Malenkov, cuando se redujo un 60% los impuestos a los granjeros.